# Lovro
Lovre bzw. Lovro ist im Slowenischen und im Kroatischen eine Kurzform zu Lovrenc (Laurentius/Lorenz, der Mann aus Laurentum).

## Namensträger
- Lovre, Zadarscher Baumeister (XII. Jh.)
- Lovro Anić (* 1997), kroatischer Fußballspieler
- Lovro Kuhar, als Prežihov Voranc slowenischer Schriftsteller und kommunistischer Politiker
- Lovro Kos (* 1999), slowenischer Skispringer
- Lovro Majer (* 1998), kroatischer Fußballspieler
- Lovro Medic, kroatischer Fußballspieler
- Lovro von Matačić, kroatischer Dirigent
- Lovro Pintar (1814–1875), slowenischer Seelsorger und Politiker
- Lovro Šitović, kroatischer Schriftsteller
- Lovro Zovko, kroatischer Tennisspieler
- Lovro Županović, kroatischer Komponist

## Lovre als Nachname
- Goran Lovre (* 1982), serbischer Fußballspieler
- Harold Lovre (1904–1972), US-amerikanischer Politiker